# Lovejoy (groupe)
Pour les articles homonymes, voir Lovejoy.
Lovejoy est un groupe britannique de rock indépendant, originaire de Brighton, en Angleterre. Formé en 2021, il se compose des guitaristes William Gold et Joe Goldsmith, rejoints par le bassiste Ash Kabosu puis par le batteur Mark Boardman.
Le groupe dispose de son propre label, Anvil Cat Records (distribué depuis 2023 par AWAL Recordings) avec lequel ils comptent trois EP : Are You Alright? et Pebble Brain en 2021 puis Wake Up and It's Over en 2023.

## Histoire

### Formation et premiers albums (2021–2022)
Lovejoy est formé en 2021 à partir de William Gold et Joe Goldsmith. Gold, sous le pseudonyme de Wilbur Soot, est un vidéaste YouTube et streamer Twitch reconnu pour ses contenus musicaux et vidéoludiques,. Les deux guitaristes faisaient précédemment partie du même groupe avant de créer "Hang the DJ", qui se renommera Lovejoy en hommage à leur ami Benedict Lovejoy. Rapidement, Ash Kabosu rejoint la formation en tant que bassiste après avoir rencontré le chanteur William Gold dans un Smashburger de Brighton. Enfin, le batteur Mark Boardman, d'abord simplement sollicité sur la plateforme Fiverr, intègre officiellement Lovejoy.
Dès le mois de mars 2021, Lovejoy enregistre son premier EP à Brighton. Intitulé Are You Alright?, il se compose de 4 morceaux dont One Day qui cumule actuellement plus de 100 millions de streams sur Spotify. L'EP sort le 8 mai 2021 et est co-écrit par William Gold et Joe Goldsmith. Durant l'été qui suit, les membres du groupe enregistrent leur second EP, toujours à Brighton. Constitué de 7 morceaux, Pebble Brain sort le 14 octobre 2021. Il atteint rapidement la 12e place du classement UK Albums Chart. Pebble Brain est co-écrit par les deux guitaristes du groupe, comme pour le premier EP. Néanmoins, la ligne de basse est écrite par le bassiste Ash Kabosu et Mark Boardman est l'auteur de sa partie de batterie.
En décembre 2021, Lovejoy réalise une reprise du morceau Knee Deep at ATP du groupe Los Campesinos!. C'est un an plus tard, en octobre 2022, que le groupe rassemble ses deux premiers EPs Are You Alright? et Pebble Brain ainsi que son single Knee Deep at ATP dans une compilation sous forme de vinyle.

### Wake Up and It's OveretFrom Studio 4(depuis 2023)
Lovejoy fait son retour le 10 février 2023 avec le single Call Me What You Like. Ce morceau fait partie d'un troisième EP intitulé Wake Up & It's Over qui sort trois mois plus tard, le 12 mai 2023. Ce nouvel EP, écrit par l'ensemble des membres du groupe, atteint la 5ème place du UK Albums Chart.
Le 7 avril 2023, le groupe publie un EP surprise sous le pseudonyme Anvil Cat (en référence à la couverture de leur premier EP Are You Alright? ainsi qu'à leur label). From Studio 4 comprend le nouveau morceau Tomorrow ainsi que des versions acoustiques des 4 premiers morceaux du groupe. En parallèle, Lovejoy réalise une reprise du morceau The Perfect Pair de Beabadoobee, une artiste que les membres apprécient. Cette reprise est accompagnée d'une version acoustique de Call Me What You Like dans le single Spotify Our Generation.
Avec une discographie plus fournie et une communauté assez importante, le groupe part en tournée des festivals européens à l'été 2023. On retrouve ainsi Lovejoy au Glastonbury Festival en juin, au Rock Werchter en juillet ou encore au Reading and Leeds Festivals en août,,.

## Membres

### Membres actuels
- William Gold (Wilbur Soot) – chant, guitare rythmique (depuis 2021)
- Joe Goldsmith – guitare principale, chœurs (depuis 2021)
- Ashley Stevens (Ash Kabosu) – basse (depuis 2021)
- Mark Boardman – batterie, percussions (depuis 2021)

### Musiciens de tournée
- Leandra Badruza – trompette, claviers (depuis 2022)
- Alan Osmundson – trompette, clavier (depuis 2022)

## Discographie

### Singles
- 2021 : Knee Deep at ATP (Anvil Cat Records)
- 2023 : Call Me What You Like (Anvil Cat Records, AWAL Recordings Ltd)
- 2023 : Our Generation - Spotify Singles (Anvil Cat Records, AWAL Recordings Ltd)
- 2023 : Normal People Things (Anvil Cat Records, AWAL Recordings Ltd)
- 2024 : I'll Look Good When I'm Sober (Anvil Cat Records, AWAL Recordings Ltd)